# بين ويفر
بين ويفر (بالإنجليزية: Ben Weaver)‏ هو مغني ومغن مؤلف أمريكي، ولد في 1980 في يوجين في الولايات المتحدة.

## وصلات خارجية
- بين ويفر على موقع ميوزك برينز (الإنجليزية)
- بين ويفر على موقع أول ميوزيك (الإنجليزية)
- بين ويفر على موقع ديسكوغز (الإنجليزية)